# Горский, Анатолий Дмитриевич
Анато́лий Дми́триевич Го́рский (15 марта 1923, Москва — 8 июля 1988, там же) — советский историк, доктор исторических наук (1973), профессор исторического факультета МГУ, лауреат Государственной премии СССР (1982).

## Биография
Отец — Дмитрий Дмитриевич Горский (1877—1942), сын священника, выпускник Московской духовной академии, преподавал словесность в епархиальном училище, затем в советской школе. В 1936 году был репрессирован, освобождён в 1940 году. Мать — Варвара Александровна Горская (Смирнова) (1896—1985), дочь священника, школьный учитель.
В 1941 году окончил школу. Участник Великой Отечественной войны. Служил в 1-й гв. танковой армии автоматчиком, войну закончил на территории Германии, в Берлине, гвардии сержант. Награждён медалями «За отвагу», «За взятие Берлина», «За освобождение Варшавы», «За победу над Германией».
В 1947 году поступил на исторический факультет МГУ, который окончил с отличием в 1952 году; однокурсник Л. М. Брагиной, И. В. Григорьевой, Г. Г. Дилигенского, И. Д. Ковальченко, В. И. Корецкого, Ю. С. Кукушкина, Н. Н. Покровского, А. А. Сванидзе, К. Г. Холодковского, Я. Н. Щапова, Н. Я. Эйдельмана и других известных историков.. После окончания аспирантуры в 1955 году работал библиографом в Государственной публичной исторической библиотеке, в 1956 — в издательстве «Советская энциклопедия», редактором второго издания «Большой советской энциклопедии».
С 1956 года преподавал на кафедре истории СССР периода феодализма истфака МГУ. В 1958 году защитил кандидатскую диссертацию «Очерки экономического положения крестьян Северо-Восточной Руси XIV—XV вв.» (научный руководитель Л. В. Черепнин).
В 1973 — доктор исторических наук; тема диссертации: «Борьба крестьян за землю на Руси в XV — начале XVI вв.». С 1975 года — профессор. В 1979—1988 годах — заведующий кафедрой истории СССР периода феодализма.
В 1982 году стал лауреатом Государственной премии СССР за участие в коллективном многотомном труде «Очерки русской культуры».
Похоронен на Пятницком кладбище.
Семья:
- Жена — Наталья Александровна Горская (Кожина) (1930—2004), историк.
- Сын — Антон Анатольевич Горский (род. 1959), историк.

## Основные работы
- Очерки экономического положения крестьян Северо-Восточной Руси XIV—XV вв. М. : Изд-во Моск. ун-та, 1960. 264 с.
- Борьба крестьян за землю на Руси в XV — начале XVI века. М. : Изд-во Моск. ун-та, 1974. 215 с., 1 л. карт.

А. Д. Горский был также автором учебных пособий для студентов, глав в коллективных трудах по проблемам истории, экономики и культуры России периода феодализма.